# 桂閔王
桂閔王朱由？（？—？），明朝第一代桂王桂端王朱常瀛的嫡第二子，名字已佚，只知為「由」字輩的明朝宗室。他何時受封桂世子已不可考，但應於其兄桂世子朱由？去世後才受封。他的去世年份亦不詳，諡號也未被史籍記載。
後來永曆帝朱由榔稱帝，追封他為桂王，諡號閔。